# Districtul Phon Sai
Phon Sai (în thailandeză โพนทราย) este un district (Amphoe) din provincia Roi Et, Thailanda, cu o populație de 27.420 de locuitori și o suprafață de 215,852 km².

## Componență
Districtul este subdivizat în 5 subdistricte (tambon), care sunt subdivizate în 58 de sate (muban).
| Nr. | Nume        | În thailandeză | Sate | Locuitori |  |
| --- | ----------- | -------------- | ---- | --------- |  |
| 1.  | Phon Sai    | โพนทราย        | 14   | 6,385     |  |
| 2.  | Samkha      | สามขา          | 9    | 4,477     |  |
| 3.  | Si Sawang   | ศรีสว่าง         | 15   | 7,448     |  |
| 4.  | Yang Kham   | ยางคำ          | 10   | 4,403     |  |
| 5.  | Tha Hat Yao | ท่าหาดยาว       | 10   | 4,707     |  |